# فرد كوبر (لاعب كريكت بريطاني)
فرد كوبر (18 أبريل 1921 - 22 ديسمبر 1986) (بالإنجليزية: Fred Cooper)‏ هو لاعب كريكت بريطاني (وحمل سابقاً جنسية المملكة المتحدة لبريطانيا العظمى وأيرلندا).

## وصلات خارجية
- فرد كوبر (لاعب كريكت بريطاني) على موقع إي آس بي آن كريك إنفو (الإنجليزية)